# Heinrich Yselin
Heinrich Yselin, auch Heinrich Iselin (* um 1450; † 1513 in Konstanz) war ein spätgotischer Holzschnitzer.

## Leben
Sowohl über das Geburtsjahr als auch den Geburtsort Yselins kann nichts Gesichertes gesagt werden. Zu vermuten ist eine Herkunft aus Ravensburg. Obwohl er spätestens seit Beginn der 1470er Jahre in Konstanz ansässig war, wurde er erst zwischen 1478 und 1513 dort als Schwiegersohn des Schreinermeister Simon Haider, mit dem er eine Werkstatt betrieb, urkundlich erwähnt.
Haider hatte den Auftrag zur Fertigstellung des Chorgestühls des Konstanzer Münsters erhalten, das von dem Niederländer Nikolaus Gerhaert van Leyden (er lebte etwa zwischen 1430 und 1470) begonnen wurde, der seine Arbeit aber 1467 wegen eines Streits um den Lohn eingestellt hatte. Da Haider selbst kein Bildhauer war, kann angenommen werden, dass die Anstellung Yselins wohl speziell für diese Tätigkeit erfolgte.
Nach einem erhaltenen Dokument von 1490 bezahlte Haider Yselin 100 Gulden im Auftrag der Abtei Weingarten. Yselin fertigte Büsten für das Weingartener Chorgestühl, deren Herstellung für das Jahr 1477 belegt ist. Die Gesichtszüge der Figuren arbeitete er durch ornamentale Linien und Falten ausgeprägter heraus, zudem im Ausdruck lebendiger und fröhlicher.
Mit der Fertigstellung durch Yselin kam somit die niederländische Formensprache Nicolaus Gerhaerts, eines Hauptmeisters der Spätgotik, in einer „rustikalen“ Version nach Oberschwaben.
Im Jahr 1493 arbeitete er mit Hans Haider, dem Sohn von Simon Haider, am Chorgestühl von St. Gallus in Bregenz, ca. 1506–1509 mit demselben an einem Retabel.
1481 erwarb Yselin das Konstanzer Bürgerrecht. 1511 wurde er Mitglied des Großen Rates der Stadt. Yselin starb 1513 in Konstanz.

## Werke
- ab 1467: Chorgestühl im Konstanzer Münster
- um 1478: Die heilige Margarethe mit dem Drachen
- 1487: Zwölf der Büsten für das Chorgestühl des Klosters Weingarten befinden sich heute im Königlichen Schloss Berchtesgaden
- 1493: Arbeiten am Chorgestühl von St. Gallus in Bregenz, ca. 1506–1509 an einem Retabel.
- möglicherweise auch Büsten im Chorgestühl der Kirche des Klosters St. Katharinenthal bei Diessenhofen (befinden sich heute zum Teil im Museum Frauenfeld)